# قائم الصيد
قرية قائم الصيد، أحد قرى منطقة جازان وهي من قرى الجوة التابعة لمحافظة العارضة جنوب غرب المملكة العربية السعودية.

## انظر ايضاً
- محافظة العارضة
- العارضة (جازان)

## وصلات خارجية
- حصر الخدمات بالمدن والقرى بمنطقة جازان نسخة محفوظة 25 يناير 2020 على موقع واي باك مشين.
- دليل الخدمات بمنطقة جازان نسخة محفوظة 18 نوفمبر 2018 على موقع واي باك مشين.